# Fu Jiang
Fu Jiang (chiń. 涪江; pinyin Fú Jiāng) – rzeka w środkowowschodnich Chinach, główny prawy dopływ Jialing Jiang. Jej źródła znajdują się w Hengduan Shan. Długość rzeki wynosi 563 km. Używana do irygacji pól ryżowych i upraw bawełny.